# モハーチ

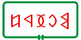
ロヴァーシュ文字表記

モハーチ（ハンガリー語:Mohács、クロアチア語・ブニェヴァツ語:Mohač、セルビア語:Мохач / Mohač、ドイツ語:Mohatsch、トルコ語:Mohaç）は、ハンガリー・バラニャ県に属する都市であり、ハンガリーの南端、ドナウ川の右岸に位置する。

## 歴史
モハーチでは、2つの歴史的な戦いがあった:
1. モハーチの戦い (1526年)
2. モハーチの戦い (1687年)

この2つの戦いはそれぞれ、ハンガリーにおけるオスマン帝国支配の始まりと終わりの戦いであった。
古代ローマ時代には、モハーチちかくのドナウ川沿いに宿営地が築かれていた。
中世ハンガリー王国の時代、モハーチはバラニャ県の一部となり、オスマン帝国統治下ではモハチ・サンジャクの一部となった。オーストリアがオスマン帝国よりこの地を奪取した後にバラニャ県が再設置された。
1910年のモハーチの人口は56,909人であり、うち21,951人はドイツ語話者、20,699人はハンガリー語話者、4,312人はセルビア語話者、421人はクロアチア語であり、この他に9,600人が「その他の言語」の話者とされていた（その多くはブニェヴァツ語あるいはショカツ語であったと考えられる）。

## 催し
毎年2月になると、町では謝肉祭「ブショーヤーラーシュ」が執り行われる。

## 姉妹都市
- ベリ・マナスティル（英語版）、クロアチア 1967年
- ベンスハイム、ドイツ 1987年
- クンピア・トゥルジー、ルーマニア 1990年
- ワットルロー、フランス 1993年
- シェミャノヴィツェ・シロンスキェ、ポーランド 1999年
- ベイコズ（英語版）、トルコ 2008年
- スヴェティ・フィリプ・イ・ヤコヴ（英語版）、クロアチア 2014年

## 写真

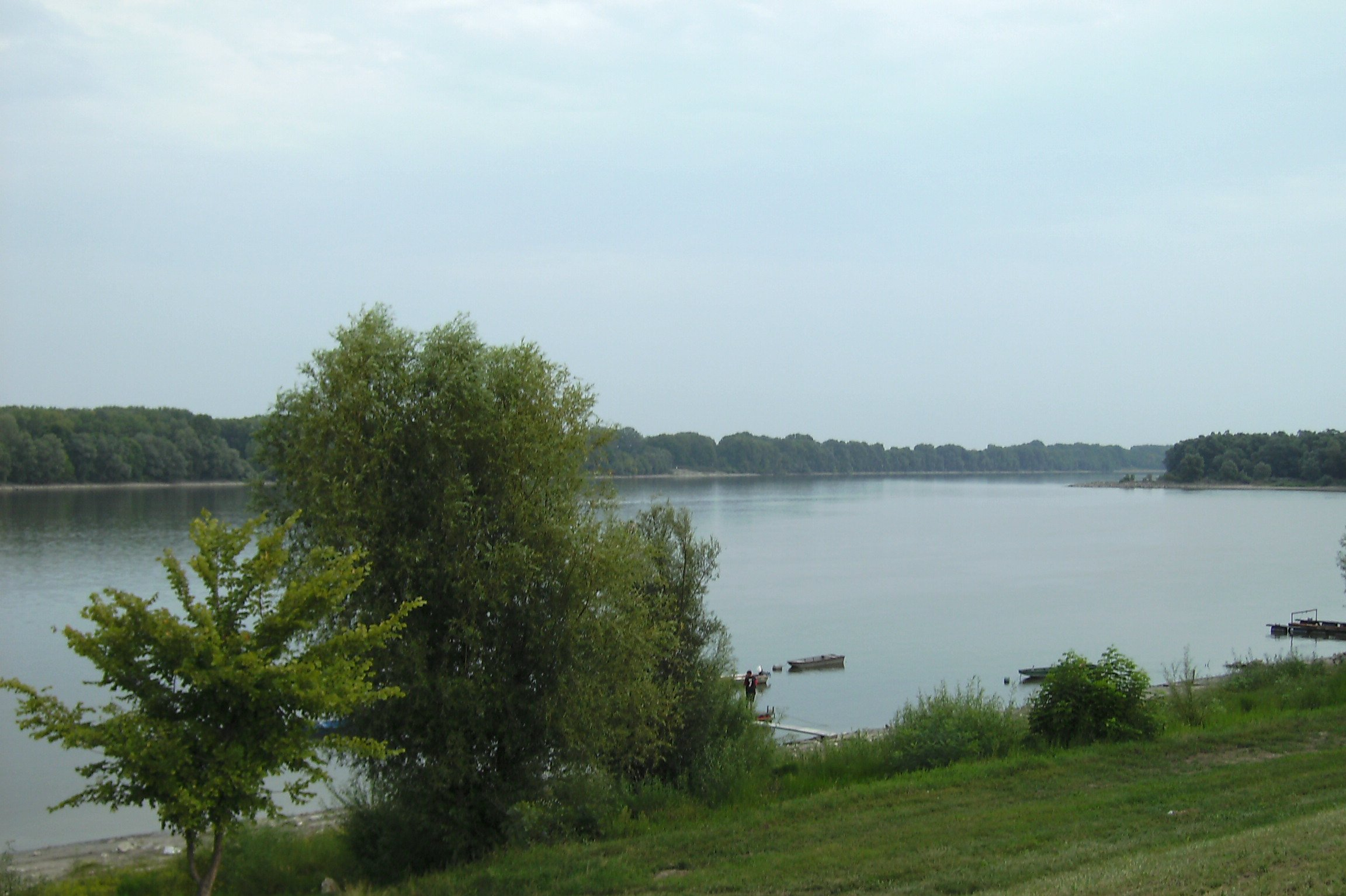
モハーチでのドナウ川の流れ
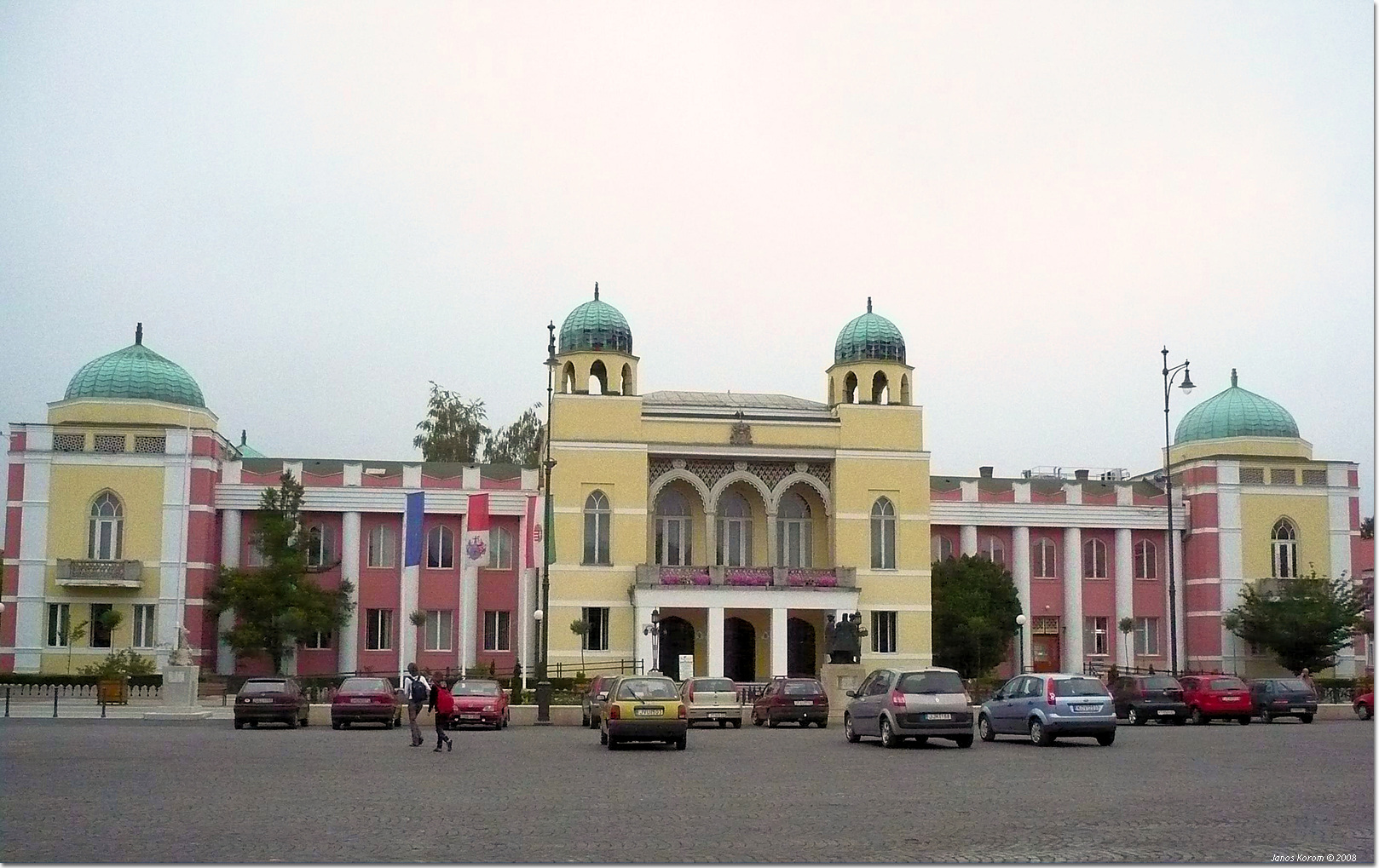
市役所
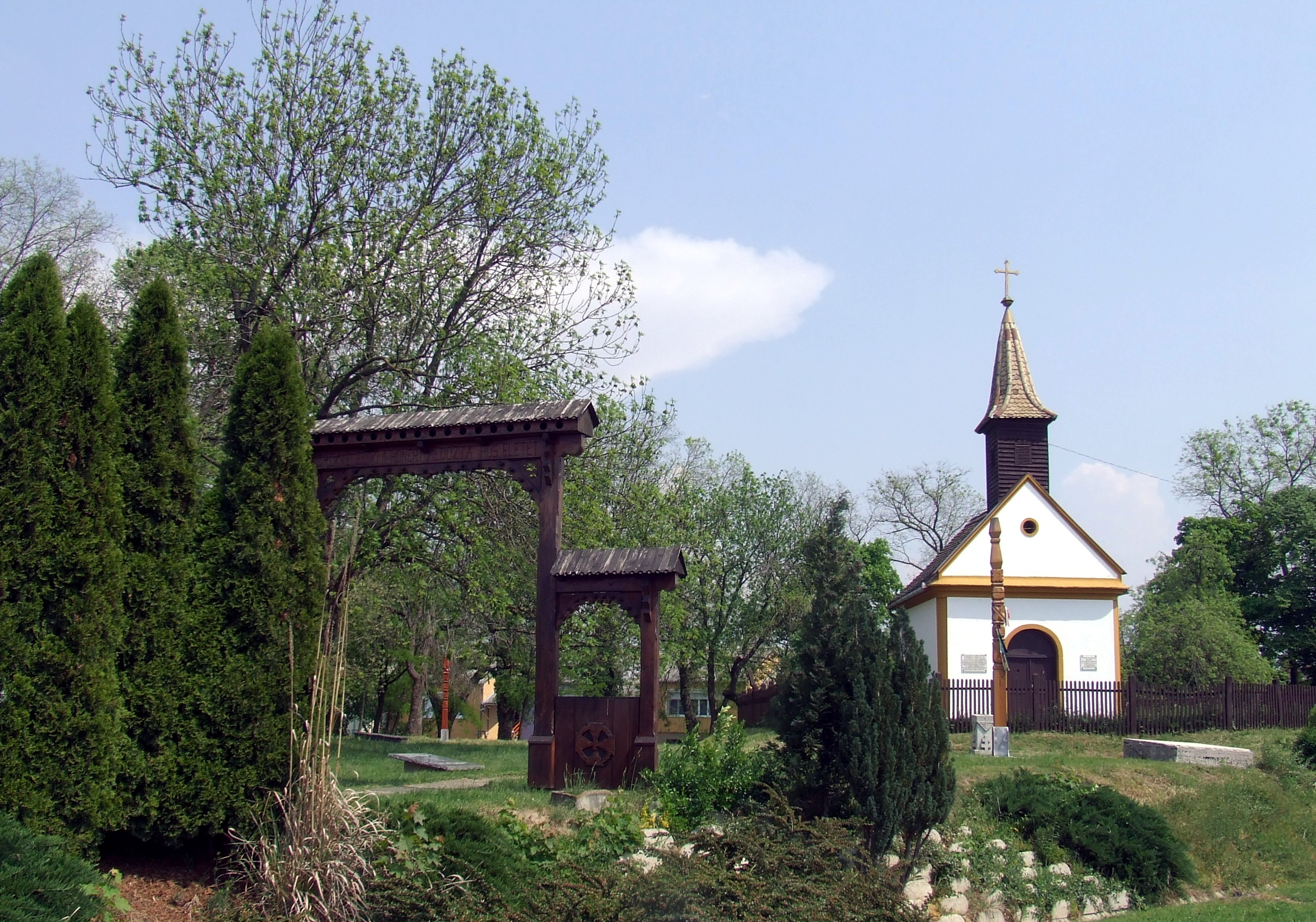
博物館
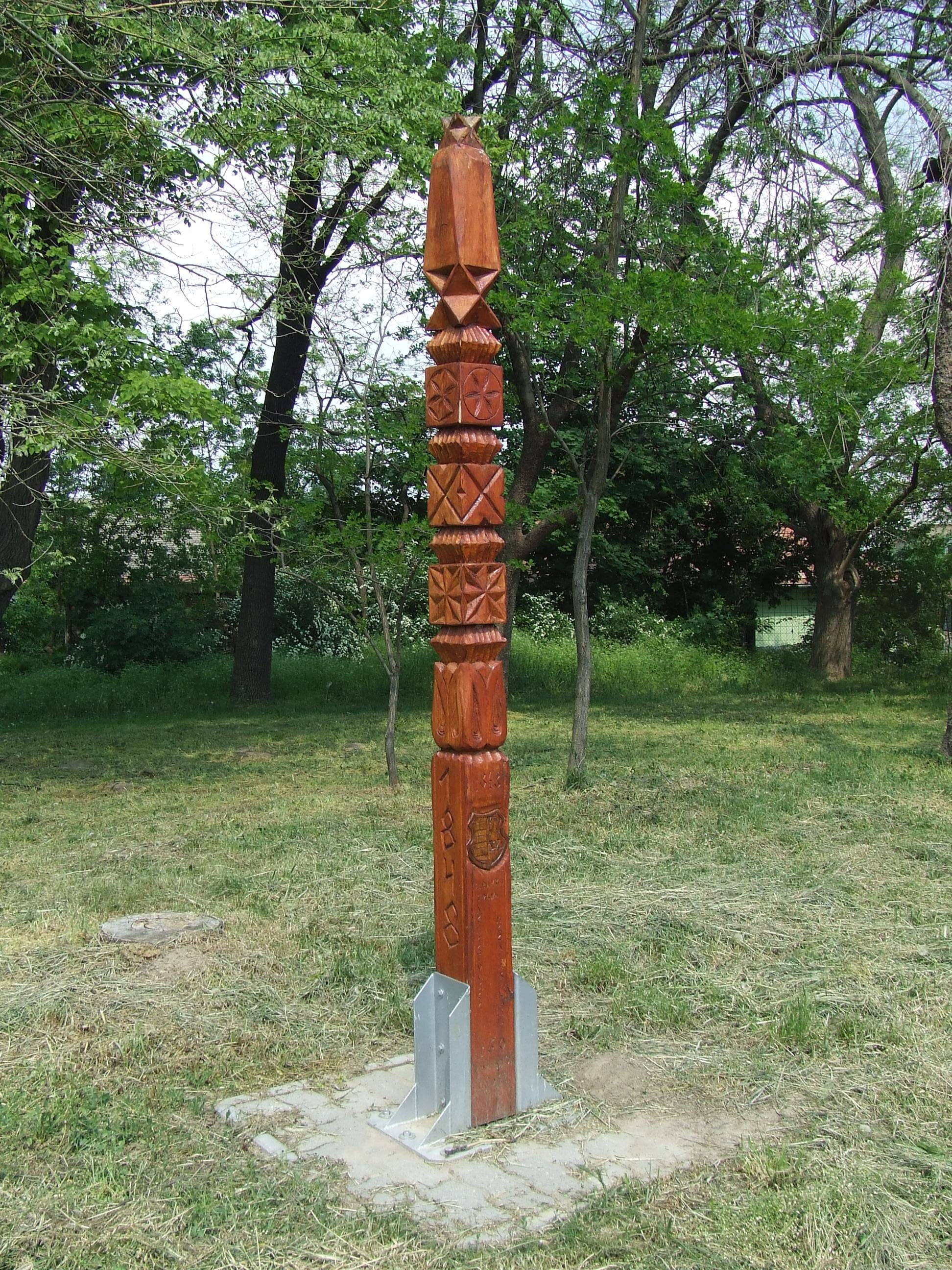
博物館
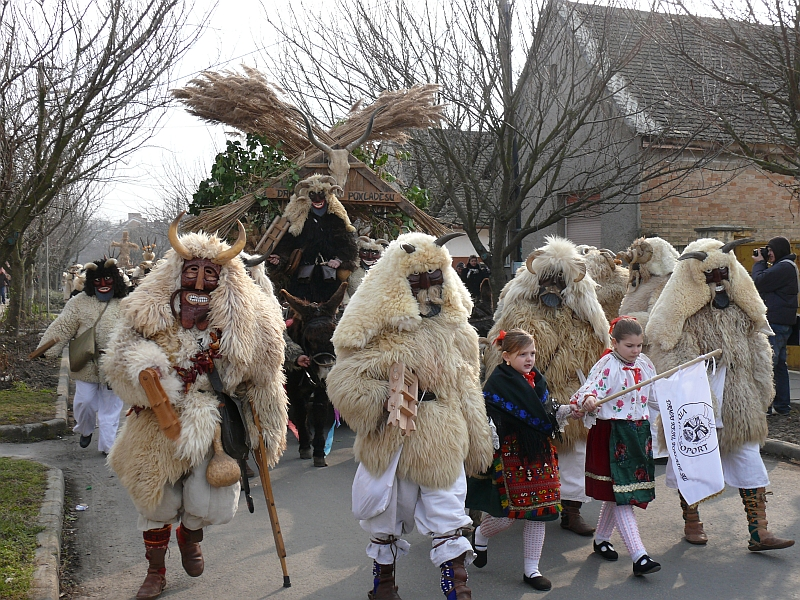
毎年恒例の謝肉祭「ブショーヤーラーシュ」
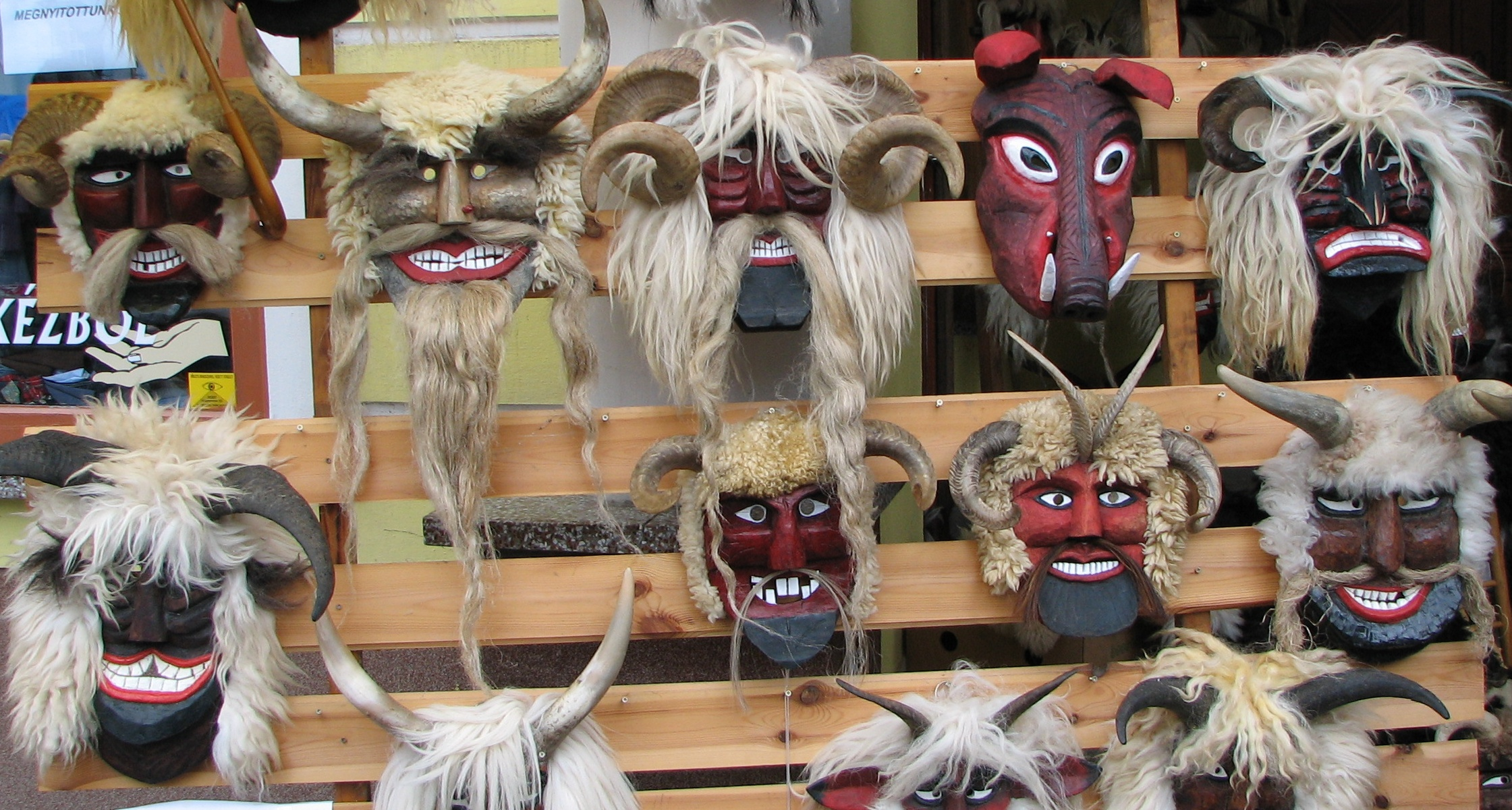
ブショーヤーラーシュで用いられる「ブショー」の仮面
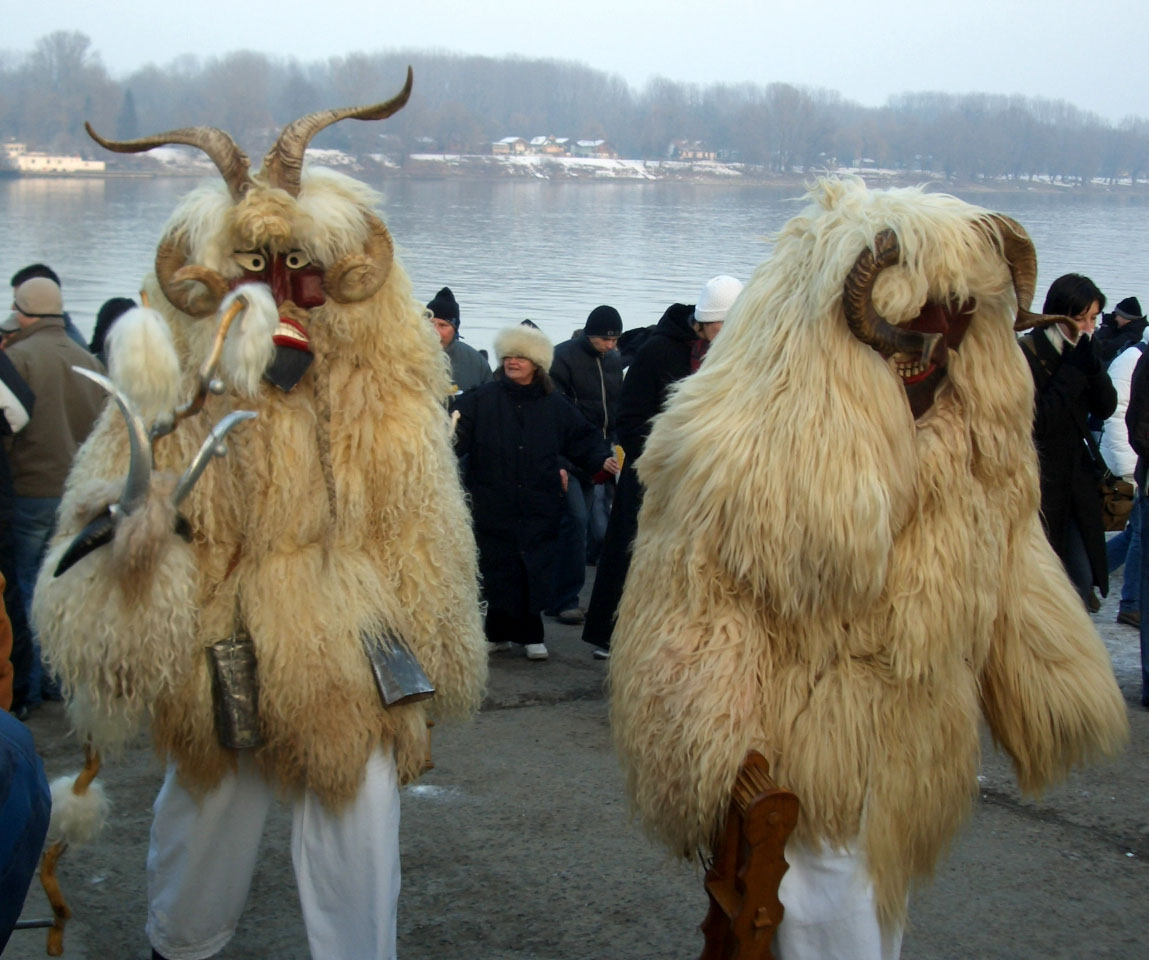
ブショーヤーラーシュの様子
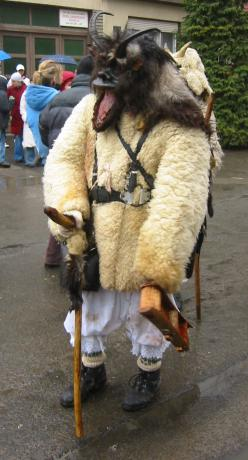
ブショーヤーラーシュにて、ブショーの仮面をかぶった人